# 今夜の涙は最高
「今夜の涙は最高」（こんやのなみだはさいこう）は1992年3月21日にリリースされた、チェッカーズの28枚目のシングル。

## 解説
コンセプトは郁弥曰く「坂本九に歌わせたいような歌」。
TV番組での歌唱はあったが、チェッカーズとしてライブで披露されたことのない唯一のシングル。2008年、藤井兄弟によるユニット「F-BLOOD」によってステージ初披露となった。

## 収録曲
1. 今夜の涙は最高
  - 作詞／藤井郁弥　作曲／藤井尚之　編曲／THE CHRCKERS FAM.
2. 今夜は何処へ送りましょうか
  - 作詞／藤井郁弥　作曲／武内享　編曲／THE CHECKERS FAM.
3. 今夜の涙は最高（オリジナルカラオケ）